# زاوية سيدي قاسم الجليزي
زاوية سيدي قاسم الجليزي، تقع في الجهة الغربية من المدينة. بُني هذا المعلم فوق مرتفع يطل على سبخة السيجومي والقصبة. أصبح المعلم اليوم المركز الوطني للخزف الفني.

## معلومات حول الزاوية
تقع الزّاوية بنهج سيدي قاسم الجليزي عدد 31. استمدّت الزّاوية تسميتها من اسم أبو قاسم الجليزي شيخًا أندلسيّا وصانع زليج مطلي، توفّى سنة 1496 ميلادي.

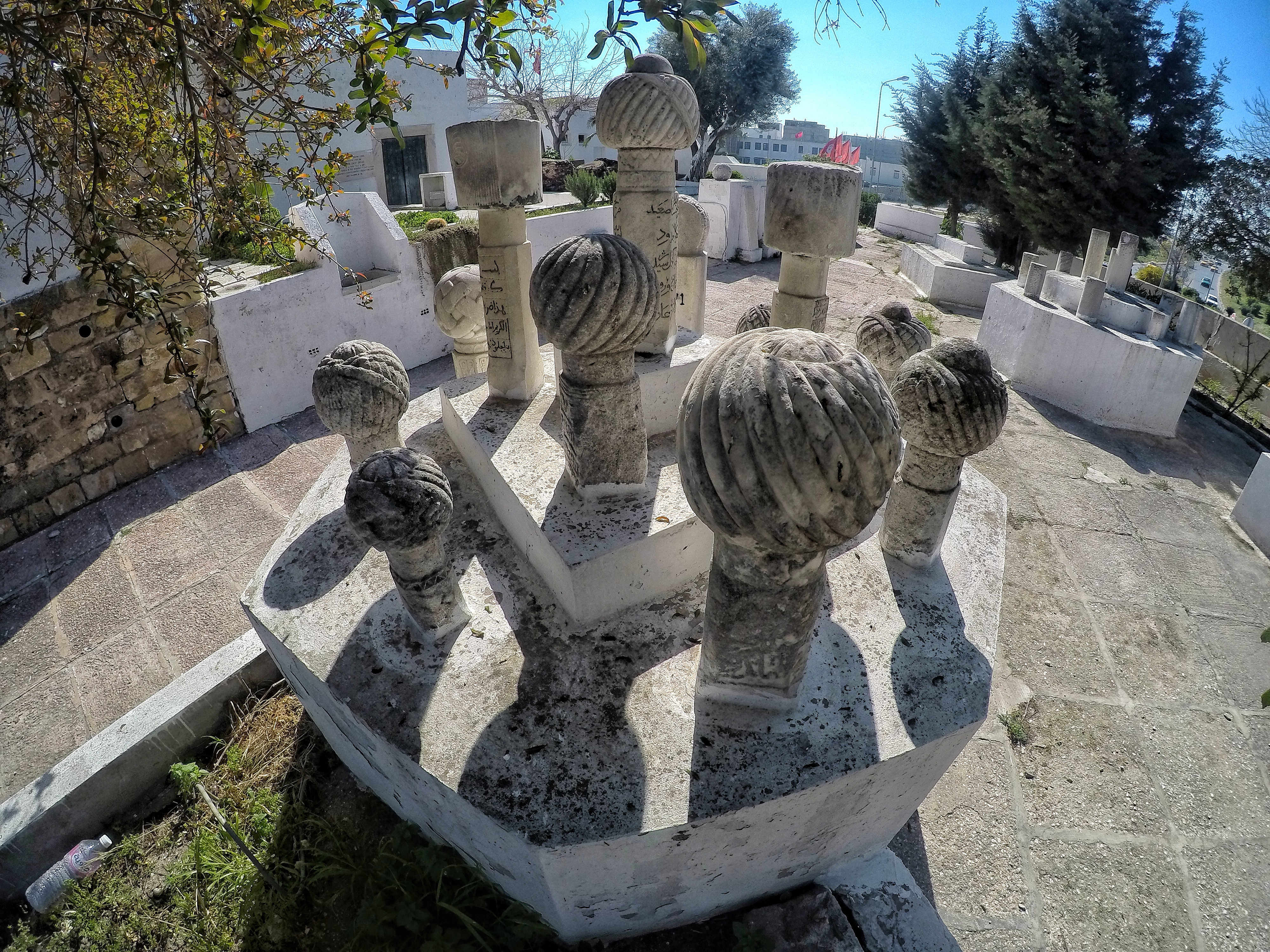
ضريح سيدي قاسم

كانت الزّاوية مسكنا لأبى قاسم، بناها بنفسه في النّصف الثّاني من القرن 15، ثمّ تحوّلت إلى زاوية سنة 1496 ميلادي الموافق لسنة 902 هجري، إثر وفاته ودفنه بها.

## معرض الصّور

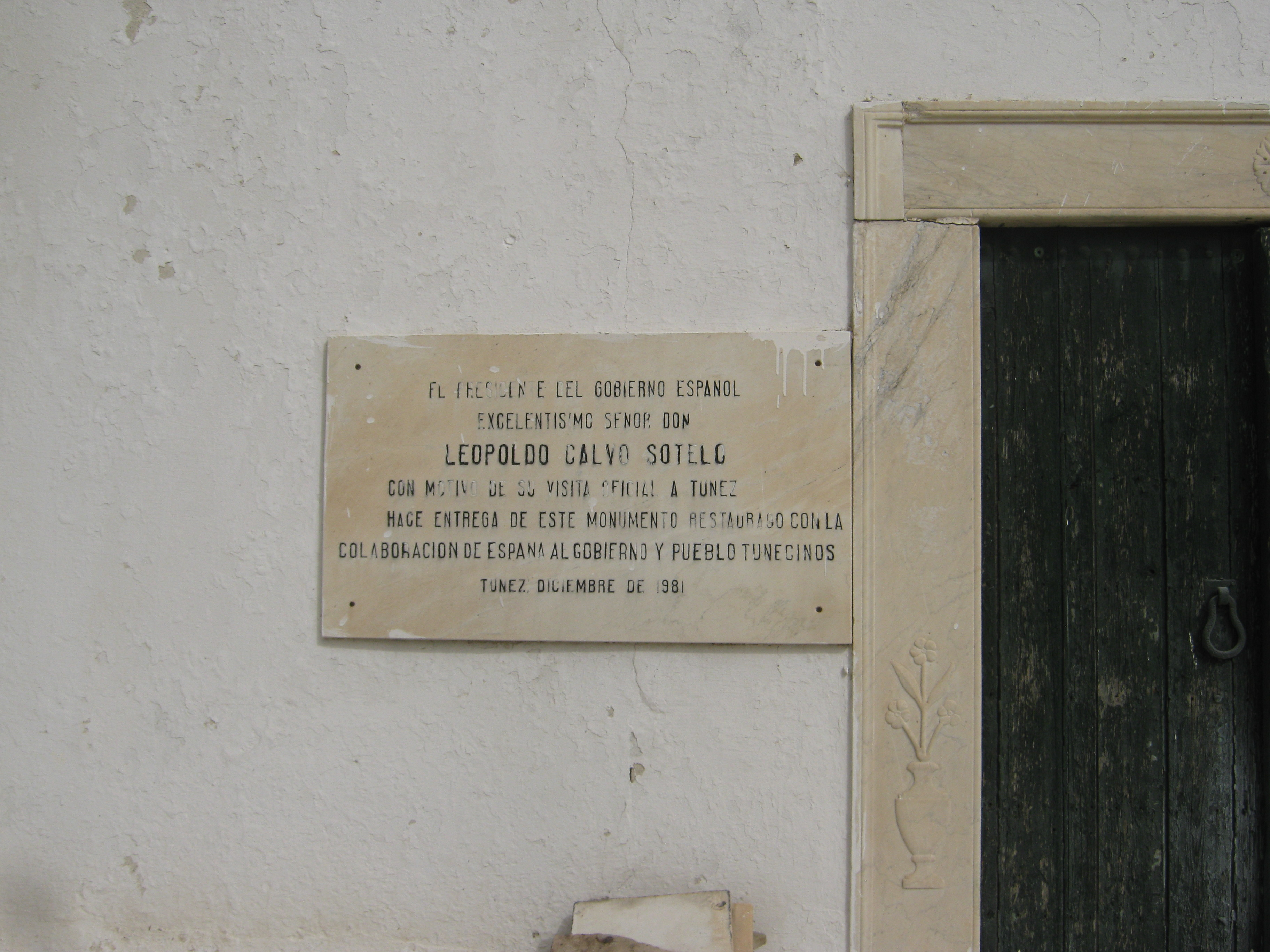
لوحة تحمل تاريخ تصنيف الزاوية
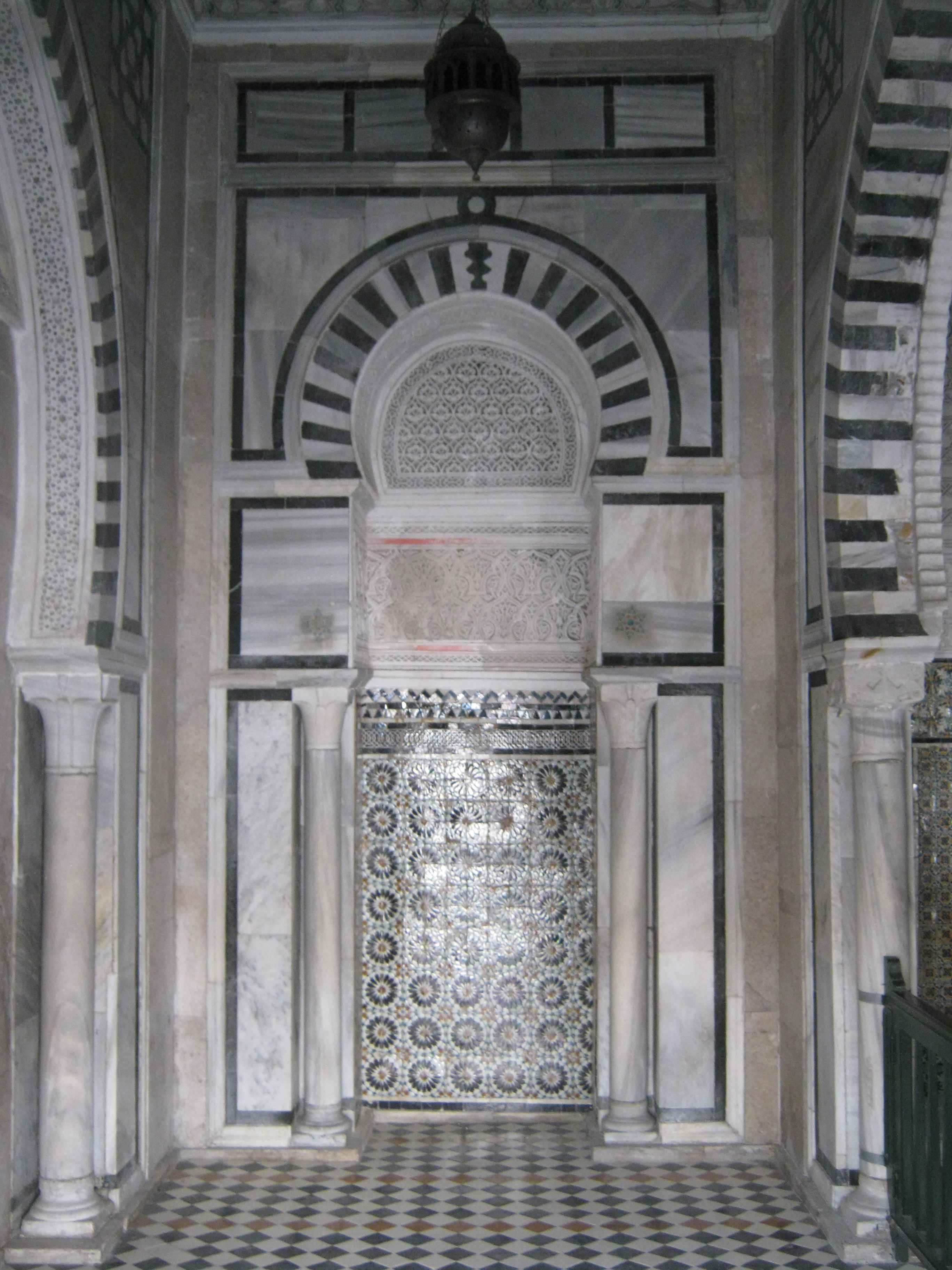
زاوية سيدي قاسم
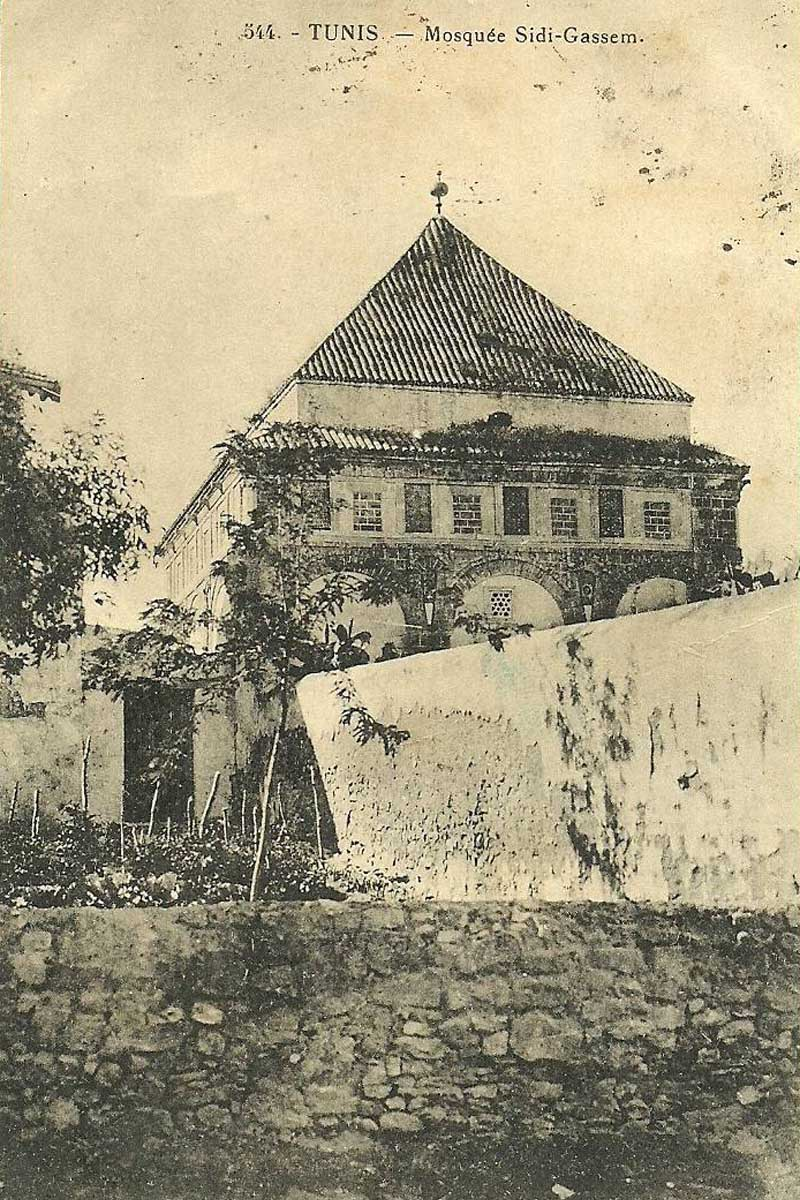
صورة قديمة للزّاوية
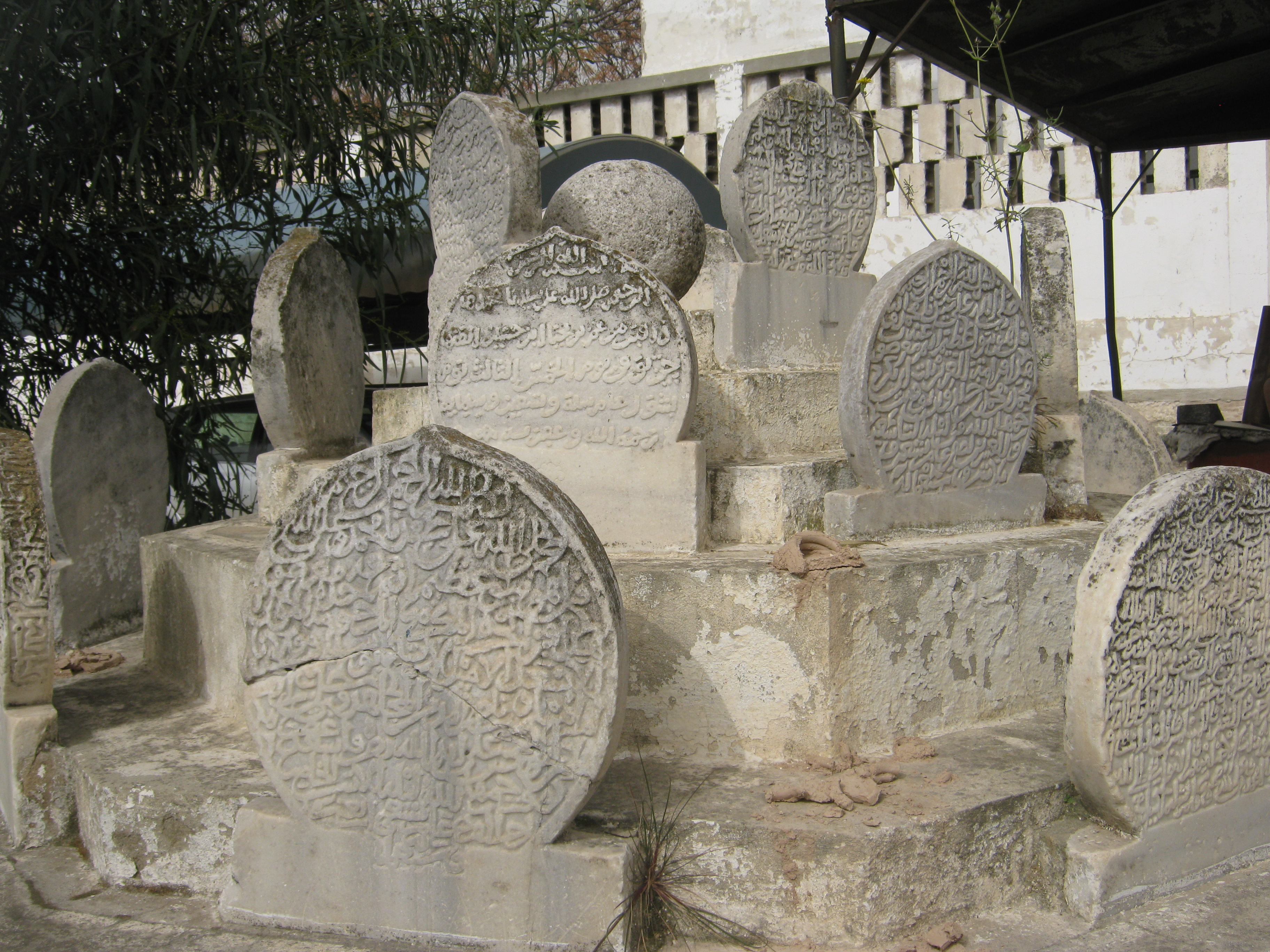
اوية سيدي قاسم
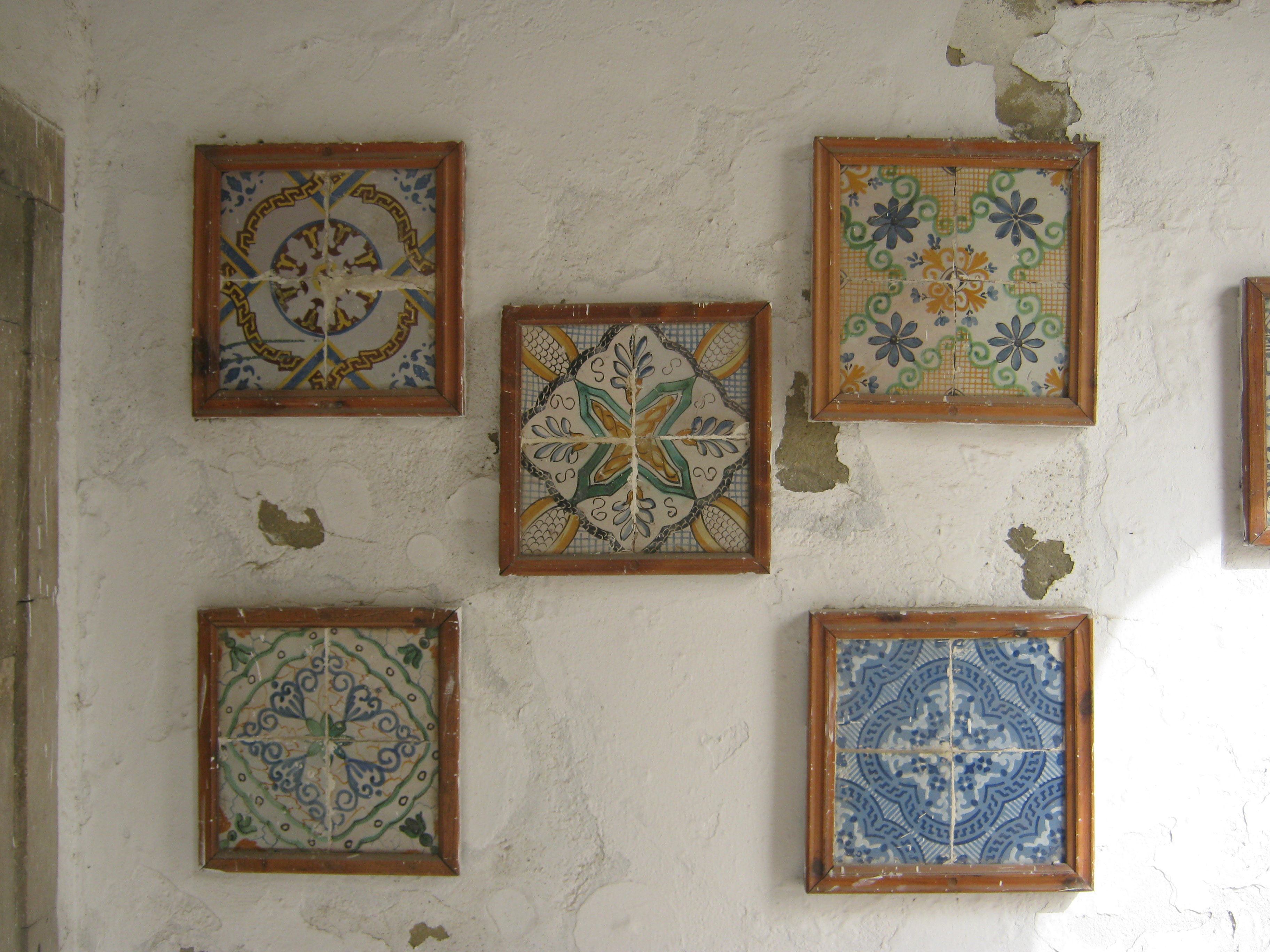
زليج
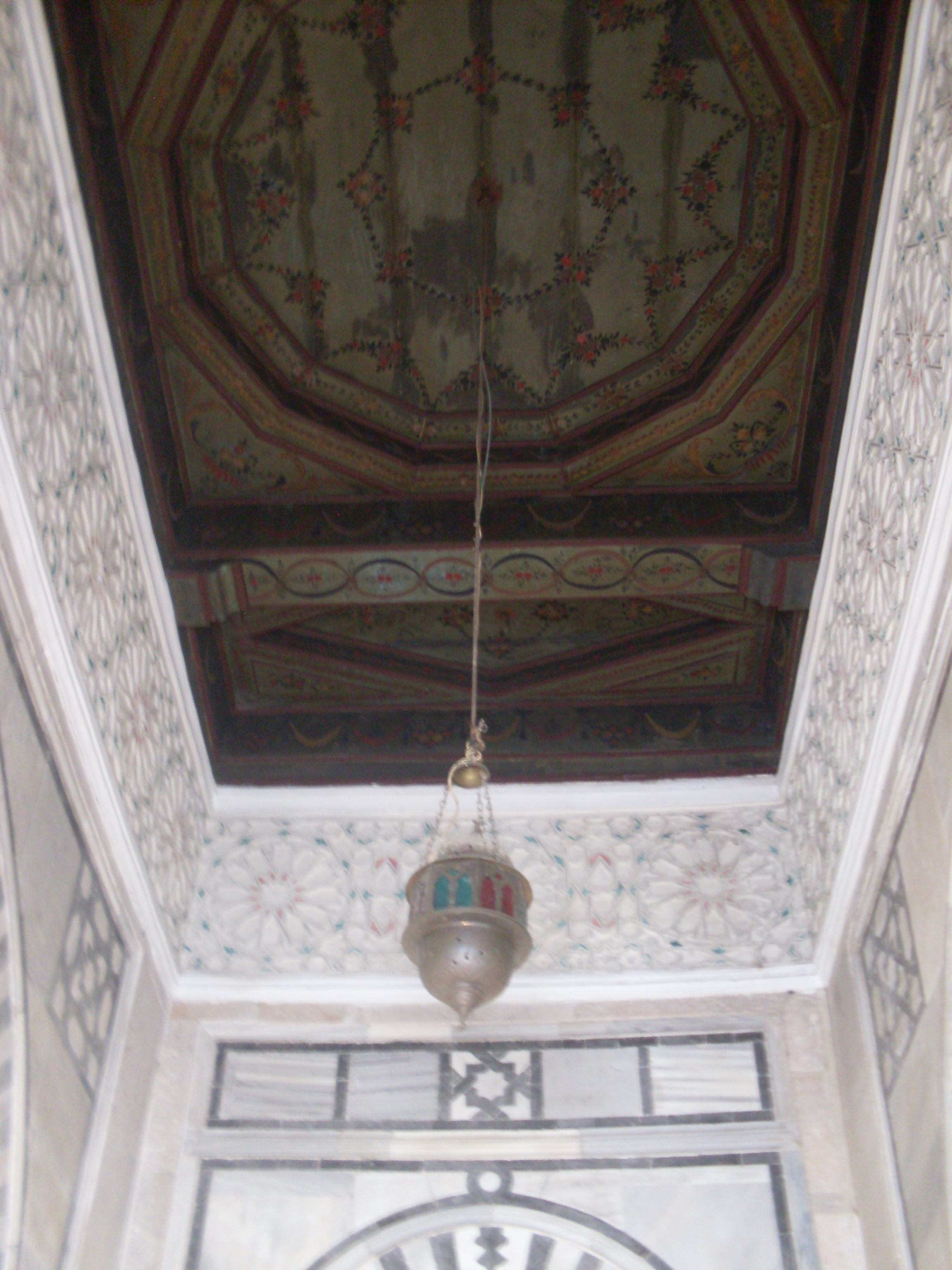
سقف الزّاوية
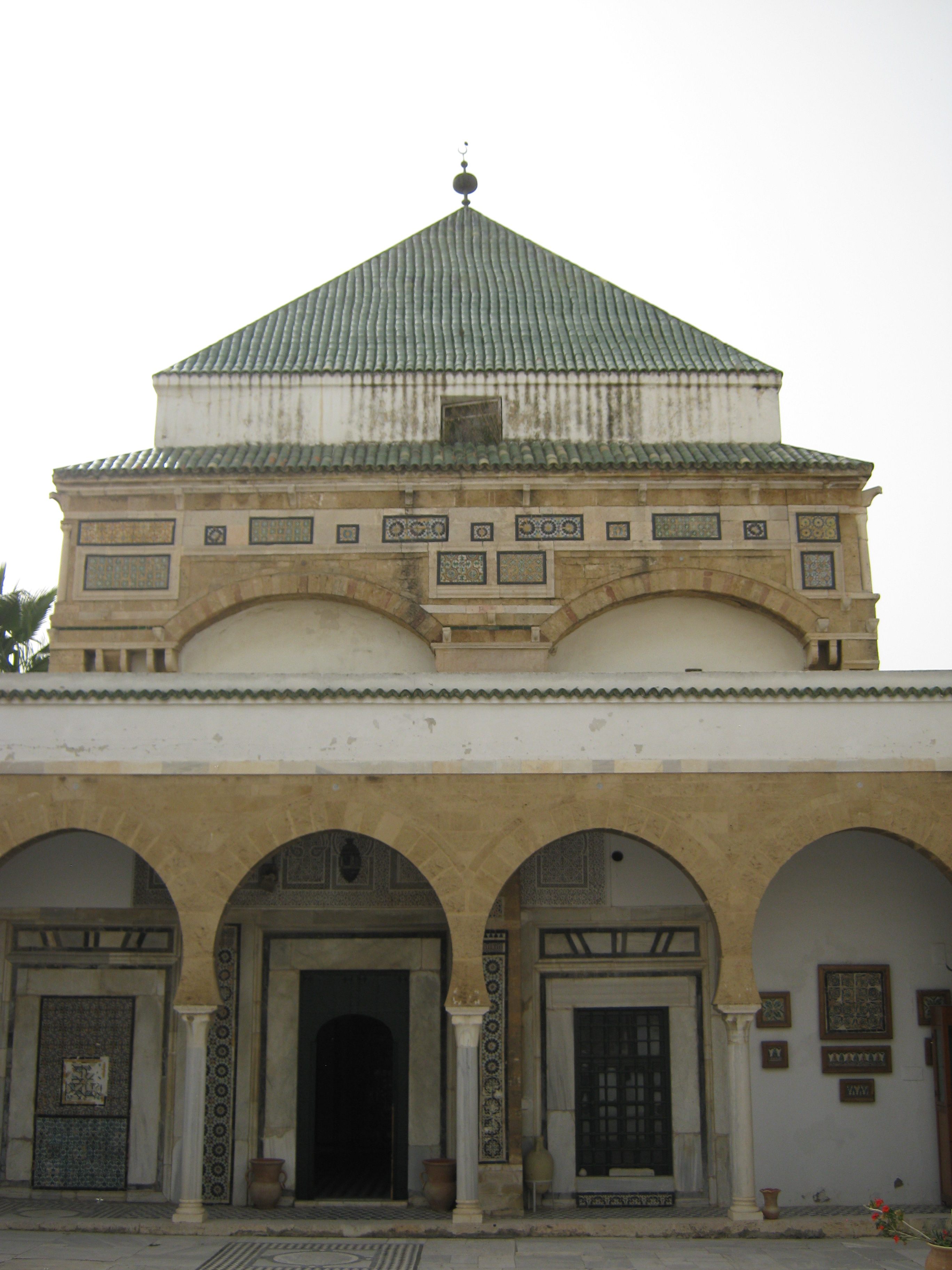
زاوية سيدي قاسم